# Eukoenenia magna
Espèce
Eukoenenia magna est une espèce de palpigrades de la famille des Eukoeneniidae.

## Distribution
Cette espèce est endémique du Minas Gerais au Brésil. Elle se rencontre à Montes Claros dans les grottes Lapa Grande et Lapa da Santa.

## Description
Eukoenenia magna mesure de 1,640 à 1,760 mm.

## Publication originale
- Souza & Ferreira, 2020 : Three new cave-dwelling Eukoenenia (Palpigradi: Eukoeneniidae) from limestone caves in Northern Minas Gerais state, Brazil. Zootaxa, no 4808(2), p. 251-283.